# Michael Fullan

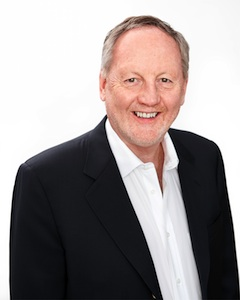
Michael Fullan in 2006

Michael Fullan is een Canadese socioloog en voormalig rector van de universitaire lerarenopleiding in Ontario. 
Fullan is gespecialiseerd in onderwijsvernieuwing. In Groot-Brittannië was hij adviseur van Tony Blair en adviseerde hogere standaarden en strenger toezicht op de staatsscholen. In vier jaar tijd steeg het aantal elfjarigen dat goed presteerde op taaltoetsen van 63 (1997) naar 75 procent (2002).
De kern van de aanpak van Fullan is het verspreiden van kennis over effectief onderwijs op alle niveaus.